# Lucfenyvesi rizike
A lucfenyvei rizike (Lactarius deterrimus) az osztatlan-bazidiumú (Homobasidiomycetes), azon belül a Galambgombafélék közé, a tejelőgombák csoportjába tartozó gombafaj. Vas, és Baranya vármegyében fenyűaljgomba néven ismerik.

## Megjelenése
Közepes termetű gomba, amely késő nyáron és ősszel terem kizárólag lucfenyők körül. Kalapja kezdetben begöngyölt szélű, közepe bemélyedő, majd szétterül és tölcséres lesz. Színe halvány narancssárga, a zöld különböző árnyalataival. Jellemző átmérője 4 – 12 cm. Sérülés esetén élénk narancssárga tejnedvet ereszt, ami kis időmúlva borvörös, majd zöldes színűvé változik.
Lemezei sűrűn állók, élén narancssárgák, nyomásra megzöldülnek. Tönkje rövid, zömök, színe a kalapéval megegyező. Jellemző magassága 4 – 8 cm.
Spórája a gömbszerűtől az ellipszisig terjed, mérete 6-7.6 µm x 7.5-10 µm. 
A gombából készült kivonatot több kutatás során is vizsgálták, többek között antioxidáns, antibiotikus hatásokat találtak, valamint a cukorbetegség esetén is hatékonynak találták. 

## Összetéveszthető
Közeli rokonaival téveszthető össze, például az ízletes rizikével, valamint a jegenyefenyves rizikével, amelyek szintén ehetőek. Formájuk alapján nehéz megkülönböztetni őket egymástól, a legkönnyebben az alapján lehet megkülönböztetni őket, hogy milyen fenyőfélével alkotnak mikorrhizát.